# Jordan Rudess
Jordan Charles Rudess, mais conhecido como Jordan Rudess (North Hempstead, 4 de novembro de 1956) é um teclista dos Estados Unidos. Tocou com o Dixie Dregs, e desde 1998 toca com o Dream Theater. Editou ao longo dos anos de 1980 e 1990 diversos álbuns solo com diversas técnicas de órgão, tendo inclusive acompanhado David Bowie numa das suas turnês dos anos 1990.
Durante sua permanência com o Dixie Dregs, Jordan formou um "power duo" com o baterista Rod Morgenstein. A gênese deste dueto ocorreu durante uma queda de energia elétrica durante um show, onde todos os instrumentos deixaram de funcionar, exceto o teclado de Jordan. Ele e Rod começaram a improvisar até que a energia elétrica voltasse, e o resultado foi tão satisfatório que eles resolveram tocar juntos regularmente, sob o nome de "RMP" (Rudess Morgenstein Project), e chegaram a gravar um álbum de estúdio e outro ao vivo.
Desde 1999 pertence ao Dream Theater. Jordan tem também lançado diversos DVDs de instrução e aprendizagem de teclado e tal como outros membros dos Dream Theater tem participado em projetos paralelos, tal como Neal Morse, com o baterista Mike Portnoy. Aos seus nove anos de idade, Jordan entrou na prestigiosa Juiliard School of Music para treinamento de piano clássico, e aos 19 saiu da mesma formado como pianista. Atualmente, Jordan Rudess utiliza equipamentos como um teclado Workstation KORG Kronos X, um HAKEN Continuum Fingerboard, um KEYTAR Zen Riffer, um KORG Radias, um ALLEN&HEATH Mix Wizard 16 Channels e uma Lap Steel Guitar.
Até hoje, Jordan é colaborador da Kurzweil Music Systems, patrocinado da KORG (todos os teclados) e também da Roland Corporation, mas apenas alguns instrumentos.
Quando o baterista Bleu Ocean estava reunindo um time de 34 outros bateristas para tocar na canção "Bring the Boys Back Home", do álbum do Pink Floyd The Wall, ele convidou Jordan para a gravação, uma vez que o tecladista andava tocando bateria. Contudo, a performance de Jordan foi rejeitada pelo produtor Bob Ezrin. Àquela época, Jordan já havia escolhido os teclados como seu instrumento principal.

## Equipamentos

### Equipamento de estúdio
- Korg Kronos Platinum (88 teclas)
- Korg Kronos 2 (88 teclas)
- Korg OASYS (88 teclas)
- Korg Triton Extreme (88 teclas)
- Korg RADIAS
- Haken Audio Continuum Fingerboard
- Eigenharp Alpha
- Studiologic Sledge
- Muse Research Receptor
- Kurzweil K2600X/S (88 teclas)
- Kurzweil K2000VP
- Kurzweil K2600R
- Kurzweil PC2R
- Kurzweil K2661
- Roland Fantom-X8]]
- Roland Fantom G8
- Manikin Memotron
- Minimoog Voyager
- Roland V-Synth XT
- Roland V-Synth GT
- Roland VP-550
- Roland SH-01 GAIA
- Roland SH-201
- Sintetizador modular
- Teclado da Dave Smith Instruments Evolver
- Uma lap steel guitar pesonalizada da Fouke Industrial Guitars
- Harpejji da Marcodi Musical Products, LLC
- Clavia Nord Wave
- Dave Smith Instruments Prophet 08
- Novation Supernova
- Moog Little Phatty
- Moogfooger Freq Box
- Stylophone 350S
- Yamaha Tenori-On
- Apple Inc. iPod Touch
- Apple Inc. iPad
- Guitarra de seis cordas PRS
- Um baixo elétrico
- Uma guitarra de seis cordas Music Man John Petrucci (esta era o protótipo original do modelo personalizado de John)
- Piano Steinway & Sons modelo D

### Instrumentos virtuais
- MOTU MachFive
- MOTU MX4 Soft Synth
- Korg Legacy Collection
- Spectrasonics Omnisphere[5]
- Spectrasonics Atmosphere
- Spectrasonics Trilogy
- Spectrasonics Stylus
- Native Instruments Komplete 2
- Native Instruments Absynth
- Órgão Native Instruments B4
- Native Instruments Guitar Rig
- Native Instruments FM7
- Native Instruments Pro 53
- Synthogy Ivory
- Bebot Robot Synth para iPhone
- Korg iElectribe para iPad
- Looptastic para iPad
- Magic Piano para iPad
- JR Hexatone Pro para iPhone/iPod Touch
- ThumbJam para iPhone/iPod Touch
- Sampletoy para iPhone/iPod Touch/iPad
- MorphWiz para iPhone/iPod Touch/iPad
- SampleWiz para iPhone/iPod Touch/iPad

### Equipamento para shows
- Korg Kronos (88 teclas) Dream Theater
- Korg Triton Extreme (88 teclas) projeto solo
- Korg KARMA projeto solo
- Piano Steinwayprojeto solo
- Roland Fantom-G8 Liquid Tension Experiment e ocasionalmente em estúdio com o Dream Theater
- Freehand Systems Music Pad Pro chamado pelos fãs de "pad de rascunho", pois ele o usa para anotar ideias musicais. As partituras que ele ao vivo ficam neste aparelho.
- 3x Roland V-Synth XT
- Suporte para teclado personalizado, por Patrick Slaats
- Lap Steel guitar personalizada modelo Fouke Industrial RAIL model[6]
- Haken Continuum Fingerboard, que controla o Roland V-Synth XT
- Keytar Zen Riffer ZR2, que controla o Roland V-Synth XT como seu continuum.
- Apple Inc. iPod Touch
- Apple Inc. iPad
- Mixador Mackie 1604VLZ Pro
- APS Power backup
- hard drivers Glyph e Iomega
- Korg Kaoss Pad 3
- Receptador Muse Research
- sintetizador Modular Personalizadoaposentado, foi usado para tocar "On the Run" e também era controlado com o Continuum

## Discografia

### Álbums solo
- Arrival (Cassete) (1988)
- Listen (CD) (1993)
- Secrets of the Muse (CD) (1997)
- Resonance (CD) (1999)
- Unplugged (CD) (2000)
- Feeding the Wheel (CD) (2001)
- 4NYC (CD) (2002)
- Christmas Sky (CD) (2002)
- Rhythm of Time (CD) (2004)
- Prime Cuts (CD) (2006, coletânea
- The Road Home (CD) (2007, álbum de covers)
- Notes on a Dream (CD) (2009)
- TBA (2013)
- The Unforgotten Path (2015)
- Wired for Madness (2019)

### comDream Theater
- Metropolis Pt. 2: Scenes from a Memory (CD) (1999)
- Metropolis 2000: Scenes from New York (VHS/DVD) (2001)
- Live Scenes from New York (3CD) (2001)
- Six Degrees of Inner Turbulence (2CD) (2002)
- Train of Thought (CD) (2003)
- Live at Budokan (2DVD/3CD) (2004)
- Octavarium (CD) (2005)
- Score (2DVD/3CD) (2006)
- Systematic Chaos (CD) (2007)
- Chaos in Motion (2DVD/3CD) (2008)
- Black Clouds & Silver Linings (2009)
- A Dramatic Turn of Events (2011)
- Dream Theater (2013)
- Live at Luna Park (2013)
- Breaking the Fourth Wall (2014)
- The Astonishing (2016)
- Distance Over Time (2019)
- Distant Memories - Live in London (2020)
- A View from the Top of the World (2021)

### Álbuns de projetos
- Rudess/Morgenstein Project (CD) (1997)
- An Evening with John Petrucci and Jordan Rudess (CD) (2000)
- Rudess/Morgenstein Project – The Official Bootleg (CD) (2001)

### Liquid Tension Experiment
- Liquid Tension Experiment (CD) (1998)
- Liquid Tension Experiment 2 (CD) (1999)
- Spontaneous Combustion (CD) (2007, as Liquid Trio Experiment)
- When the Keyboard Breaks: Live in Chicago (CD) (2009, como Liquid Trio Experiment 2)
- Liquid Tension Experiment Live 2008 – Limited Edition Boxset (6CD/2DVD/1 Blu-ray) (2009)
- Liquid Tension Experiment 3 (2021)

### Participações
- Vinnie Moore – Time Odyssey (1988)
- Tom Coster – Did Jah Miss Me? (1989)
- Annie Haslam – Blessing in Disguise (1994)
- Nóirín Ní Riain – Celtic Soul (1996)
- Kip Winger – This Conversation Seems Like a Dream (1997)
- Rhonda Larson – Free as a Bird (1999)
- Jupiter – Jupiter Project (1999)
- Paul Winter e The Earth Band – Journey With the Sun (2000)
- Scott McGill – Addition by Subtraction (2001)
- Prefab Sprout – The Gunman and Other Stories (2001)
- David Bowie – Heathen (2002)
- Jupiter – Echo and Art (2003)
- Neal Morse – ? (2005)
- Daniel J – Losing Time (2005)
- Neil Zaza – When Gravity Fails (2006)
- Behold... The Arctopus – Skullgrid (2007)
- K3 – Under a Spell (2007)
- Ricky Garcia – Let Sleeping Dogs Lie (2008)
- Steven Wilson – Insurgentes (2008–2009)
- Michel Lazaro – Visions (2010)
- Steven Wilson – Grace for Drowning (2011)
- Len & Vani Greene – Luminosity (2011)
- Affector – Harmagedon (2012)
- Sylencer – A Lethal Dose of Truth (2012)
- LALU – Atomic Ark (2013)
- Ayreon- The Theory of Everything (2013)

### Outros
- Speedway Boulevard – Speedway Boulevard (CD) (1981)
- Vários Artistas – Romscape (1995)
- Steinway to Heaven – "Revolutionary Etude (Op. 10, No. 12)" de Frédéric Chopin (1996)
- A Fistful of Patchcords (DVD) (2006, com Richard Lainhart)

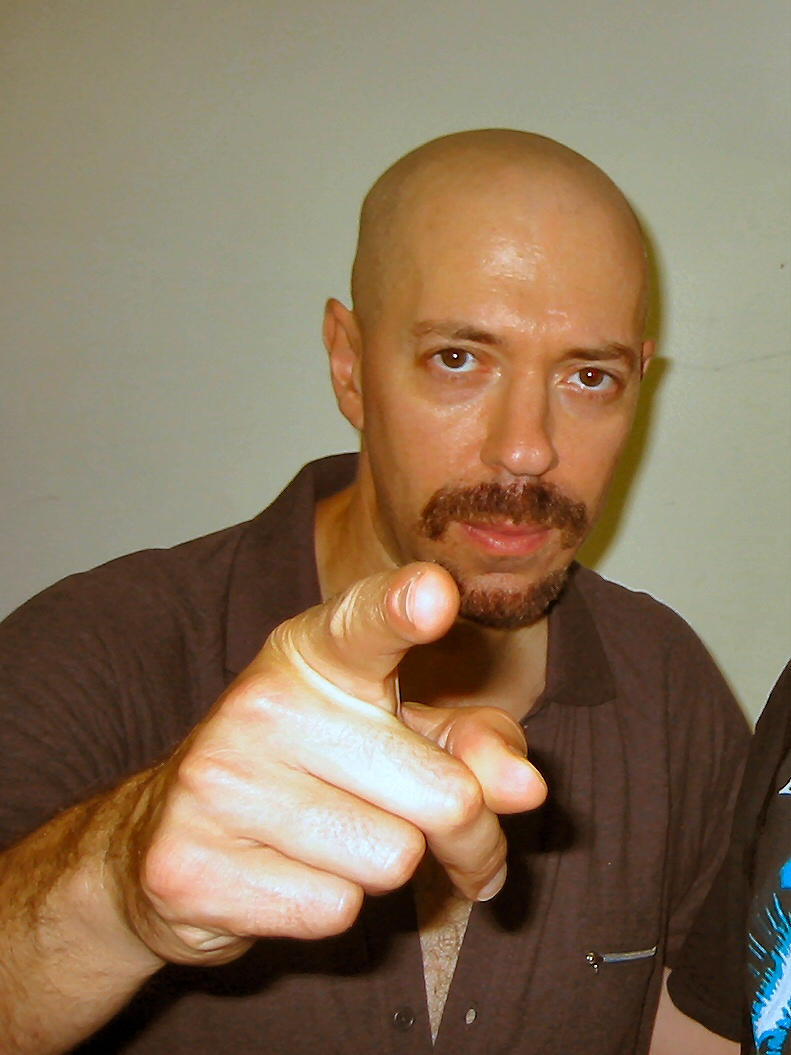
Jordan Rudess